# هولتسباخ
هولتسباخ (به آلمانی: Holzbach) یک شهر در آلمان است که در راین-هونسروک واقع شده‌است. هولتسباخ ۵۵۹ نفر جمعیت دارد.